# Jan Zieliński
Jan Zieliński, né le 16 novembre 1996 à Varsovie, est un joueur de tennis polonais, professionnel depuis 2019.
Il a remporté cinq titres en double sur le circuit ATP. Il a également gagné deux titres du Grand Chelem en double mixte (l'Open d'Australie 2024 et Wimbledon 2024  avec Hsieh Su-wei).

## Carrière
En 2014, Jan Zieliński est médaillé d'or en double mixte avec Jil Teichmann aux Jeux olympiques de la jeunesse de Nankin. En double, il remporte le Trofeo Bonfiglio avec Kamil Majchrzak et atteint le 25e rang mondial au classement ITF Junior.
Il écume pendant quelques mois les tournois Futures puis rejoint en janvier 2016 l'équipe des Bulldogs de l'université de Géorgie pour laquelle il joue quatre saisons.
Lors de ses débuts sur le circuit professionnel, il obtient rapidement de meilleurs résultats en double qu'en simple avec dix titres ITF acquis entre juillet 2019 et février 2020. Il décide ainsi de se spécialiser dans cette discipline lors de la reprise du circuit en août et s'adjuge son premier Challenger à Sibiu en septembre. En 2021, il remporte les tournois de Split et Brunswick puis atteint la finale de l'ATP de Gstaad avec Szymon Walków. Deux mois plus tard, il s'impose à l'Open de Moselle aux côtés d'Hubert Hurkacz. Il conserve son titre en 2022, associé au Monégasque Hugo Nys.
En 2023 avec Hugo Nys, il atteint la finale de l'Open d'Australie et remporte le Masters de Rome.
Le binôme termine sa saison sur une victoire au tournoi de Moselle. Zieliński y remporte son troisième titre d'affilée.

## Palmarès

### Titres en double messieurs
| No | Date       | Nom et lieu du tournoi                    | Catégorie    | Dotation    | Surface      | Partenaire     | Finalistes                          | Score     |          |
| -- | ---------- | ----------------------------------------- | ------------ | ----------- | ------------ | -------------- | ----------------------------------- | --------- | -------- |
| 1  | 20-09-2021 | Moselle Open Metz                         | ATP 250      | 419 470 €   | Dur (int.)   | Hubert Hurkacz | Hugo Nys Arthur Rinderknech         | 7-5, 6-3  | Parcours |
| 2  | 19-09-2022 | Moselle Open Metz                         | ATP 250      | 534 555 €   | Dur (int.)   | Hugo Nys       | Lloyd Glasspool Harri Heliövaara    | 7-65, 6-4 | Parcours |
| 3  | 10-05-2023 | Internazionali BNL d'Italia Rome          | Masters 1000 | 7 705 780 € | Terre (ext.) | Hugo Nys       | Robin Haase Botic van de Zandschulp | 7-5, 6-1  | Parcours |
| 4  | 05-11-2023 | Moselle Open Metz                         | ATP 250      | 562 815 €   | Dur (int.)   | Hugo Nys       | Constantin Frantzen Hendrik Jebens  | 6-4, 6-4  | Parcours |
| 5  | 26-02-2024 | Abierto Mexicano Telcel por HSBC Acapulco | ATP 500      | 2 206 080 $ | Dur (ext.)   | Hugo Nys       | Santiago González Neal Skupski      | 6-3, 6-2  | Parcours |

### Finales en double messieurs
| No | Date       | Nom et lieu du tournoi                 | Catégorie | Dotation      | Surface      | Vainqueurs                               | Partenaire       | Score              |          |
| -- | ---------- | -------------------------------------- | --------- | ------------- | ------------ | ---------------------------------------- | ---------------- | ------------------ | -------- |
| 1  | 19-07-2021 | Swiss Open Gstaad Gstaad               | ATP 250   | 419 470 €     | Terre (ext.) | Marc-Andrea Hüsler Dominic Stricker      | Szymon Walków    | 6-1, 7-67          | Parcours |
| 2  | 04-04-2022 | Grand-Prix Hassan II Marrakech         | ATP 250   | 534 555 €     | Terre (ext.) | Rafael Matos David Vega Hernández        | Andrea Vavassori | 6-1, 7-5           | Parcours |
| 3  | 21-08-2022 | Winston-Salem Open Winston-Salem       | ATP 250   | 731 935 $     | Dur (ext.)   | Matthew Ebden Jamie Murray               | Hugo Nys         | 6-4, 6-2           | Parcours |
| 4  | 16-01-2023 | Australian Open Melbourne              | G. Chelem | 34 848 000 A$ | Dur (ext.)   | Rinky Hijikata Jason Kubler              | Hugo Nys         | 6-4, 7-64          | Parcours |
| 5  | 23-10-2023 | Swiss Indoors Basel Bâle               | ATP 500   | 2 196 000 €   | Dur (int.)   | Santiago González Édouard Roger-Vasselin | Hugo Nys         | 68-7, 7-63, [10-1] | Parcours |
| 6  | 15-04-2024 | Barcelona Open Banc Sabadell Barcelone | ATP 500   | 2 782 960 €   | Terre (ext.) | Máximo González Andrés Molteni           | Hugo Nys         | 4-6, 6-4, [11-9]   | Parcours |
| 7  | 03-02-2025 | ABN AMRO Open Rotterdam                | ATP 500   | 2 401 550 €   | Dur (int.)   | Simone Bolelli Andrea Vavassori          | Sander Gillé     | 6-2, 4-6, [10-6]   | Parcours |
| 8  | 10-02-2025 | Open 13 Provence Marseille             | ATP 250   | 740 730 €     | Dur (int.)   | Benjamin Bonzi Pierre-Hugues Herbert     | Sander Gillé     | 6-3, 6-4           | Parcours |

### Titres en double mixte
| No | Date       | Nom et lieu du tournoi      | Catégorie | Dotation    | Surface      | Partenaire   | Finalistes                       | Score             |          |
| -- | ---------- | --------------------------- | --------- | ----------- | ------------ | ------------ | -------------------------------- | ----------------- | -------- |
| 1  | 19-01-2024 | Australian Open Melbourne   | G. Chelem | 681 600 AU$ | Dur (ext.)   | Hsieh Su-wei | Desirae Krawczyk Neal Skupski    | 65-7, 6-4, [11-9] | Parcours |
| 2  | 07-07-2024 | The Championships Wimbledon | G. Chelem | 465 000 £   | Gazon (ext.) | Hsieh Su-wei | Giuliana Olmos Santiago González | 6-4, 6-2          | Parcours |

## Parcours dans les tournois duGrand Chelem

### En double messieurs
| 2022 | 1er tour (1/32) A. Bublik \|\| style="text-align:left;" \| M. Giron Kwon S.-w. | 1/8 de finale Hugo Nys \|\| style="text-align:left;" \| L. Glasspool H. Heliövaara | 2e tour (1/16) K. Majchrzak \|\| style="text-align:left;" \| D. Kudla J. Sock | 1/4 de finale H. Nys \|\| style="text-align:left;" \| R. Ram J. Salisbury  |                                                                            |
| 2023 | Finale Hugo NysH. Nys                                                          | R. Hijikata J. Kubler                                                              | 2e tour (1/16) H. Nys \|\| style="text-align:left;" \| M. Melo J. Peers       | 1/8 de finale H. Nys \|\| style="text-align:left;" \| J. Murray M. Venus   | 1/4 de finale H. Nys \|\| style="text-align:left;" \| I. Dodig A. Krajicek |
| 2024 | 1/4 de finale H. Nys \|\| style="text-align:left;" \| Y. Hanfmann D. Köpfer    | 1/8 de finale H. Nys \|\| style="text-align:left;" \| M. Granollers H. Zeballos    | 1er tour (1/32) H. Nys \|\| style="text-align:left;" \| S. Báez D. Brown      | 2e tour (1/16) H. Nys \|\| style="text-align:left;" \| N. Borges F. Cabral |                                                                            |

N.B. : le nom du partenaire se trouve sous le résultat ; les noms des ultimes adversaires se trouvent à droite.

### En double mixte
| 2023 | 1er tour (1/16) Yang Z. \|\| style="text-align:left;" \| G. Dabrowski M. Purcell     | 1er tour (1/16) E. Perez \|\| style="text-align:left;" \| Chan H.-c. F. Martin | 1er tour (1/16) N. Melichar \|\| style="text-align:left;" \| T. Townsend J. Murray | 1er tour (1/16) L. Kichenok \|\| style="text-align:left;" \| Yang Z. K. Krawietz   |                      |                                                                                   |
| 2024 | Victoire Hsieh S.-w.                                                                 | D. Krawczyk N. Skupski                                                         | 1/2 finale Hsieh S.-w. \|\| style="text-align:left;" \| D. Krawczyk N. Skupski     | Victoire Hsieh S.-w.                                                               | G. Olmos S. González | 1/4 de finale Hsieh S.-w. \|\| style="text-align:left;" \| S. Errani A. Vavassori |
| 2025 | 2e tour (1/8) Hsieh S.-w. \|\| style="text-align:left;" \| I. Khromacheva J. Withrow | —                                                                              | —                                                                                  | 1/4 de finale Hsieh S.-w. \|\| style="text-align:left;" \| L. Stefani J. Salisbury | —                    | —                                                                                 |

N.B. : le nom de la partenaire se trouve sous le résultat ; les noms des ultimes adversaires se trouvent à droite.

## Classements ATP en fin de saison
| Année          | 2014 | 2015 | 2016 | 2017 | 2018 | 2019 | 2020 | 2021 | 2022 | 2023 |
| Rang en simple | 1581 | 1290 | 1147 | –    | 1120 | 848  | 825  | 854  | –    | –    |
| Rang en double | 735  | 558  | 851  | 1507 | 692  | 374  | 214  | 95   | 34   | 20   |

Source : (en) Classements de Jan Zieliński sur le site officiel de la Fédération internationale de tennis